# Droga wojewódzka nr 313
Droga wojewódzka nr 313 (DW313) – droga wojewódzka klasy G o długości około 21,5 km, łączącą Babimost (DW303 z (DW278) w miejscowości Klenica.
Droga położona jest na terenie województwa lubuskiego (powiat zielonogórski) i województwa wielkopolskiego (powiat wolsztyński)

## Dopuszczalny nacisk na oś
Na całej długości drogi nr 313 dopuszczalny jest ruch pojazdów o nacisku pojedynczej osi do 8 ton.

## Historia numeracji
Na przestrzeni lat trasa posiadała różne oznaczenia:
| Numer | Przebieg drogi               | Lata obowiązywania | Źródło | Uwagi                                  |
| ----- | ---------------------------- | ------------------ | --- | -------------------------------------- |
| 313   | Babimost - Kargowa - Klenica | 1986 - nadal       | Uchwała nr 192 Rady Ministrów z dnia 2 grudnia 1985 r. w sprawie zaliczenia dróg do kategorii dróg krajowych. | W latach 1986–1998 jako droga krajowa. |

## Miejscowości leżące przy trasie DW313
- Babimost (DW303)
- Podzamcze
- Leśniki
- Kargowa (DK32)
- Dąbrówka
- Klenica (DW278)